# 프로브 (프로게이머)
프로브(본명: 손민형, 2002년 4월 13일 ~ )는 대한민국의 리그 오브 레전드 프로게이머로 아이디는 Prove이다. 포지션은 서포터이며 현재 리브 샌드박스 소속이다.

## 선수 생활
2019년 5월 스피어 게이밍에 입단하면서 프로 커리어를 시작했다. 2019 서머 승강전에서 플루토에게 주전 자리를 내주면서 출전하지 못했다. 2019년 6월, 스피어 게이밍에서 퇴단했다.
2020년 11월, 샌드박스 게이밍의 아카데미 팀에 합류했다.
2021시즌을 앞두고 2군팀으로 콜업되었다.